# Levec
Levec este o localitate din comuna Žalec, Slovenia.